# Purple Hearts (banda sonora)
Purple Hearts (banda sonora) es la banda sonora oficial de la película de Netflix de 2022 Purple Hearts. Sofia Carson, quien interpreta el papel principal de Cassie en la película, canta las ocho canciones de la banda sonora y coescribió las primeras cuatro pistas junto al nominado al Grammy Justin Tranter. El álbum fue lanzado el 29 de julio de 2022 a través de Hollywood Records, precedido por el sencillo principal «Come Back Home» el 12 de julio de 2022. El video musical de la canción se estrenó el 3 de agosto de 2022. 

## Antecedentes
En agosto de 2021 se anunció que Carson protagonizaría Purple Hearts, para la cual también escribiría e interpretaría la banda sonora. En una entrevista exclusiva con The Hollywood Reporter, Carson reveló que Netflix y su equipo de producción confiaron en ella con la música y para elegir a sus colaboradores en la escritura. El primero al que contactó fue Justin Tranter.
En una entrevista con Billboard, Carson explicó que ha estado escribiendo canciones desde que tenía once años, pero solo escribía canciones para ella misma, no desde el punto de vista de otra persona. En la entrevista, ella dice: «Definitivamente estaba escribiendo desde el punto de vista de Cassie. Queríamos capturar esa esencia para Cassie, que la inspiración surgiera en función de las cosas que le estaban sucediendo en su vida».
Al hablar con The Wrap, Carson dijo que la primera canción que Tranter y ella escribieron fue «Hate the Way». Mientras escribían para la banda sonora, Carson explicó en la entrevista que ambos trabajaron arduamente para asegurarse de que Cassie fuera única y diferente a cómo es Carson con su música, desde la forma en que habla hasta la forma en que se presenta en el escenario. «Sabes, ella es independiente. Es rockera. Nunca había hecho algo así antes. Cuando grabamos “Hate the Way», Justin dijo: “Nunca has cantado así antes. Creo que encontramos la voz de Cassie.” Y fue muy emocionante».

## Lanzamiento y promoción
En junio de 2022, Netflix lanzó el primer adelanto de la película que muestra a Cassie tocando «Come Back Home» en su piano mientras está en una videollamada con Luke. El tráiler de la película se lanzó el 12 de julio de 2022, el mismo día en que Hollywood Records lanzó «Come Back Home» como el sencillo principal. Se lanzaron dos videos musicales para la canción, uno el 3 de agosto de 2022, que muestra a Carson interpretando una versión despojada en su piano mientras la interpreta en la misma playa que aparece en la película, y el otro se lanzó el 5 de agosto de 2022, que muestra la presentación completa en Oceanside, California, fuera de las puertas de Camp Pendleton.

## Lista de canciones
Salvo indicación contraria, todas las pistas están escritas por Daniel Crean, Eren Cannata, Justin Tranter, Skyler Stonestreet y Sofia Carson, y producidas por Cannata y Crean.

| Purple Hearts (Original Soundtrack) |                             | |          |  |
| N.º                                 | Título                      | Escritor(es) | Duración |  |
| 1.                                  | «Come Back Home»            | | 2:56     |  |
| 2.                                  | «I Hate the Way»            | | 3:13     |  |
| 3.                                  | «Blue Side of the Sky»      | | 3:02     |  |
| 4.                                  | «I Didn't Know»             | | 3:03     |  |
| 5.                                  | «Feel It Still»             | Asa Taccone Brian Holland Eric Howk Frederick Gorman Georgia Dobbins Jason Wade Sechrist John Baldwin Gourley John Hill Kyle O'Quin Robert Bateman William Garrett Zachary Carothers Zoe Manville English | 2:24     |  |
| 6.                                  | «Sweet Caroline»            | Neil Diamond | 2:18     |  |
| 7.                                  | «I Hate the Way (Stripped)» | | 3:41     |  |
| 8.                                  | «Come Back Home (Stripped)» | | 2:41     |  |
| 23:22                               |                             | |          |  |

## Posicionamiento en listas
| Listas (2022)                       | Mejor posición |
| ----------------------------------- | -------------- |
| Australia Albums (ARIA)             | 28             |
| Austria (Ö3 Austria)                | 16             |
| Bélgica (Ultratop flamenca)         | 29             |
| Bélgica (Ultratop valona)           | 27             |
| Canadá (Billboard Canadian Albums)  | 68             |
| Países Bajos (Album Top 100)        | 62             |
| Francia (SNEP)                      | 48             |
| Alemania (Media Control Charts)     | 26             |
| Irlanda Compilations (OCC)          | 6              |
| Lituania Albums (AGATA)             | 25             |
| España (PROMUSICAE)                 | 76             |
| Suiza (Schweizer Hitparade)         | 12             |
| Reino Unido Compilations (OCC)      | 7              |
| Reino Unido (UK Album Downloads)    | 4              |
| Reino Unido Soundtrack Albums (OCC) | 3              |
| Estados Unidos (Billboard 200)      | 136            |
| Estados Unidos (Soundtrack Albums)  | 6              |